# Colm Markey
Colm Markey é um político irlandês que é membro do Parlamento Europeu (MEP) da Irlanda pelo círculo eleitoral de Midlands – North-West desde novembro de 2020. Ele é membro do Fine Gael, parte do Partido Popular Europeu.

Ele foi membro do Louth County Council de 2009 a 2020.